# Осока Отруби
Осока Отруби (Carex otrubae) — вид рослин родини осокові (Cyperaceae), поширений у Макаронезії, пн.-зх. Африці, Європі, центральній Азії. Видовий епітет присвячений моравському ботаніку Йозефу Отрубі (чеськ. Josef Otruba (1889–1952)).

## Опис
Багаторічна трав'яниста рослина 30–80 см заввишки. Кореневище коротке. Основи пагонів оточені світло-бурими простими волокнами; стебла шершаві вище. Листки стеблові, коротші, ніж стебла, листові пластини світло-зелені, лінійні, 3–7 мм шириною, плоскі, краї зубчасті, верхівки загострені, одягнені в помаранчеві піхви при основі. Висота підйому язичка майже дорівнює ширині піхви листка. Суцвіття світло-буре, 3–5 см завдовжки, просте або рідше гіллясте. Мішечки яйцеподібні, бурі, буро-зелені або зеленувато-жовті, з тонкими жилками і 2-зубчастим носиком, спереду і ззаду однаково розщепленим. 2n = 58, 62, 64.

## Поширення
Поширений у Макаронезії, пн.-зх. Африці Європі, центральній Азії.
В Україні зростає на сирих і солонцюватих луках, в заростях чагарників і розріджених сирих лісах у Степу — в Закарпатті дуже рідко; в Лісостепу і Степу, включаючи рівнинні райони Криму, спорадично.

## Галерея

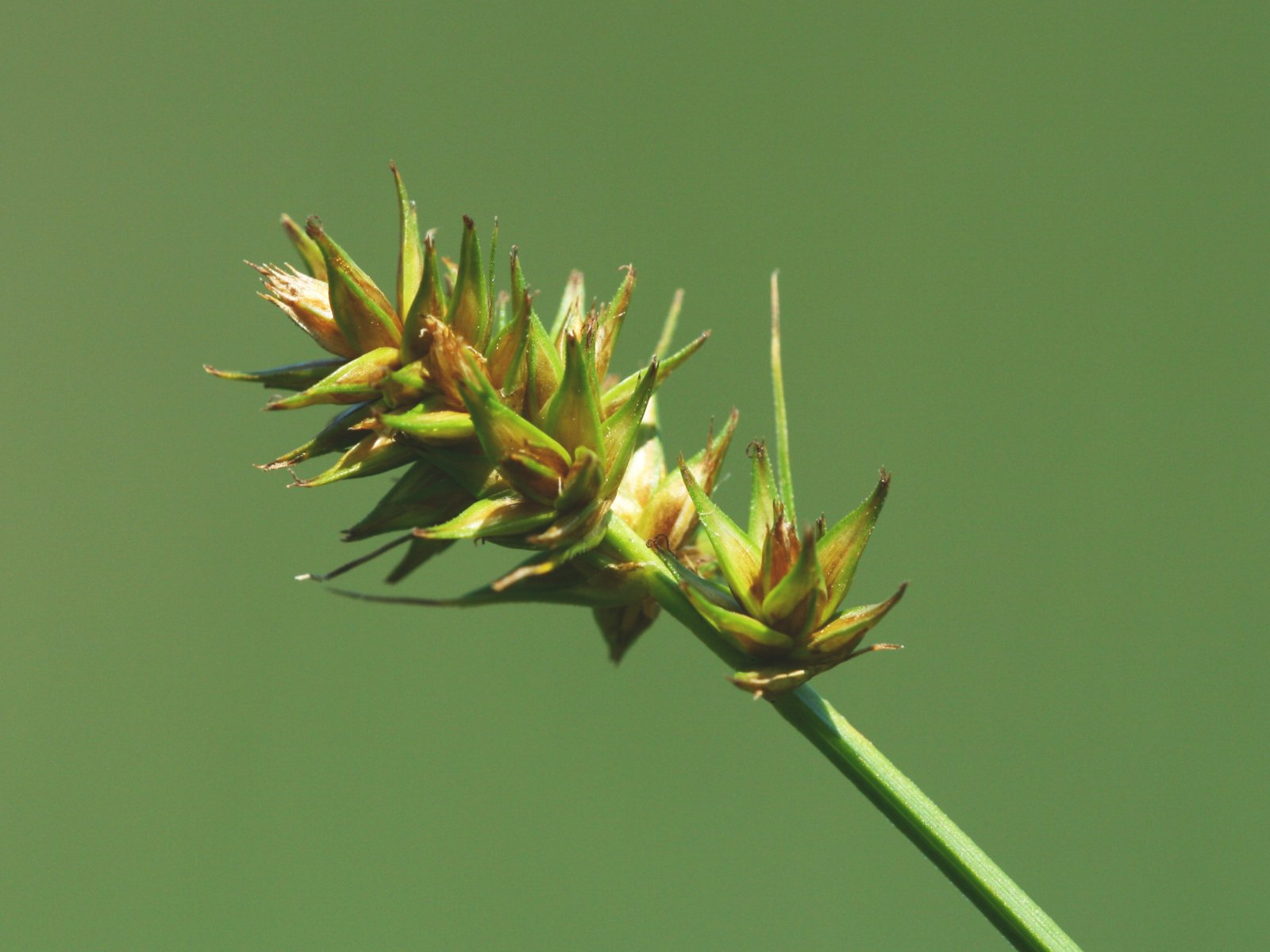
суцвіття
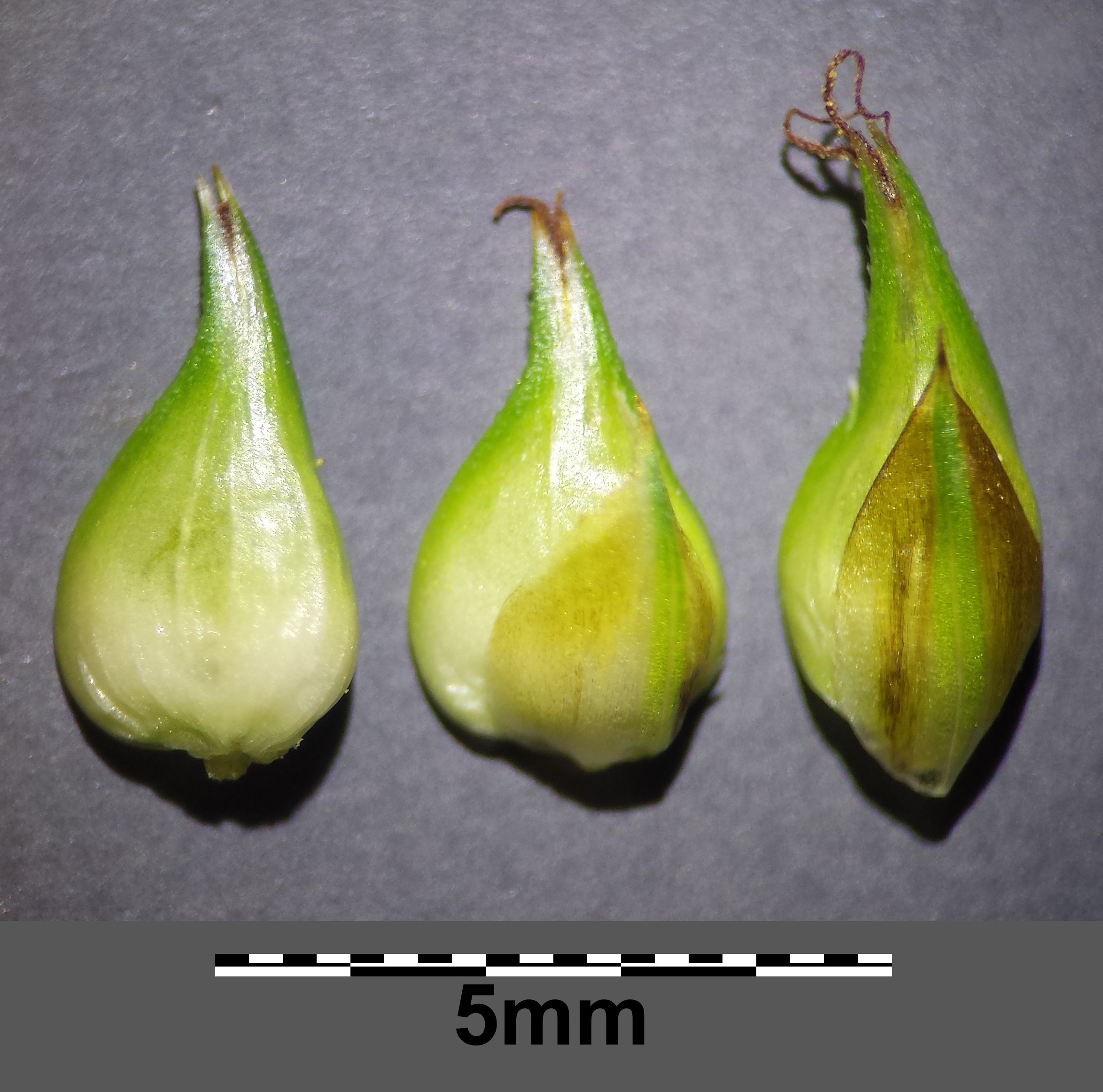
плоди
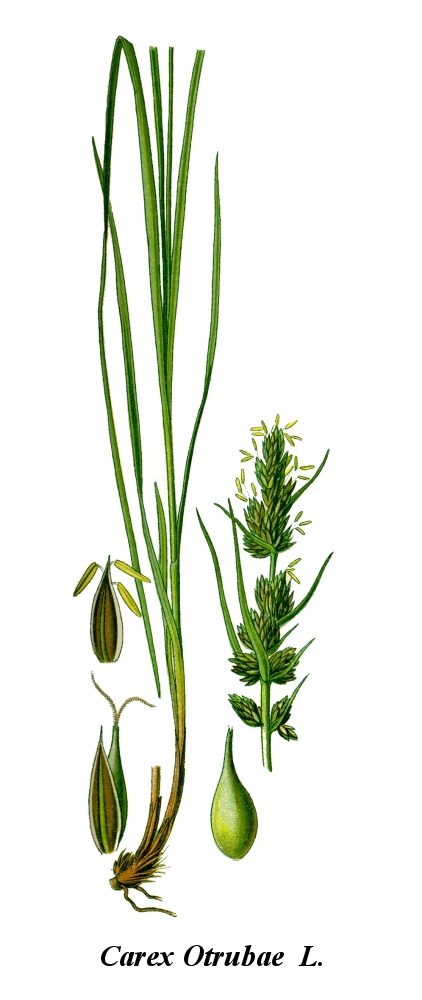
ілюстрація